# Ramal de la Cañada
El Ramal de la Cañada fue la primera línea de tranvías en Santiago de Chile, que fue operada por el Ferrocarril del Sur entre 1858 y 1873.

## Historia
Hacia 1857, el crecimiento de la ciudad de Santiago era pausado y sectores como la Estación Central se encontraban distantes del centro urbano de la capital, haciendo que el traslado desde la ciudad a la incipiente estación de ferrocarriles fuera una verdadera odisea. Viendo en esta dificultad una excelente ocasión para invertir, la Compañía del Ferrocarril del Sur solicitó a la Municipalidad de Santiago el 10 de julio de 1857 los permisos correspondientes para construir y operar un ferrocarril de tracción animal que permitiera el transporte de pasajeros entre la Estación Central y la Universidad de Chile. El permiso para operar dicho tranvía le fue otorgado el 23 de octubre del mismo año, con un plazo de operación de 10 años. La construcción tuvo un costo total de 96 000 pesos de la época.
La construcción estuvo a cargo de Walton Evans y Charles Fletcher Hillman, y el 10 de junio de 1858 comenzó a operar uno de los primeros tranvías urbanos de Sudamérica; la línea originalmente fue conocida como el «ramal de la Cañada» debido a que pertenecía a los mismos dueños del Ferrocarril del Sur. Desde este punto, este cómodo sistema de transporte que compitió con birlochos y carretas, comenzó a volverse bastante popular y en los años siguientes se comenzó a conformar la red de carros de sangre, la cual disponía de 20 carros y 350 caballos para el transporte público, con servicio cada 15 minutos desde la Estación Central. Hacia 1863 el administrador y contratista de la línea era Joaquín Oyarzún.
En 1860 el ramal de la Cañada transportó un total de 379 810 pasajeros, cifra que en 1861 disminuyó a 355 319 y en 1862 era de 195 740. Hacia los años 1860 existió también el proyecto para extender la línea hasta el antiguo hospital San Juan de Dios, el cual finalmente nunca se concretó. La tarifa del tranvía en aquel entonces era de 10 centavos.
El 17 de septiembre de 1872 se extendió el recorrido por primera vez, hacia el norte de la ciudad partiendo por la calle Estado, pasando por la Plaza de Armas de Santiago y alcanzando el Mercado Central para retornar a la Alameda por la calle Ahumada.

### Disolución
El 9 de septiembre de 1864 la Municipalidad de Santiago otorgó a Enrique Meiggs el privilegio para construir y operar una red de tranvías en la ciudad durante 30 años. Esta situación generó un litigio judicial con la empresa del Ferrocarril del Sur debido a que habrían existido desacuerdos sobre el alcance del permiso que se le había otorgado en 1857 al primer tranvía de sangre. El litigio se extendió hasta 1871, cuando Meiggs decide traspasar su concesión a la sociedad ferroviaria que operaba el Ramal de la Cañada el 28 de noviembre de dicho año.
Producto de lo anterior, el 5 de septiembre de 1873 se constituyó la Empresa del Ferrocarril Urbano de Santiago, pasando a ser una sociedad separada del Ferrocarril del Sur, la cual había vendido toda su infraestructura y material rodante al Estado el 29 de agosto de 1873. Contaba con un capital de 1 500 000 pesos de la época repartidos en 3000 acciones y estaba compuesto principalmente por empresarios chilenos, entre ellos la familia Matte.

## Trazado

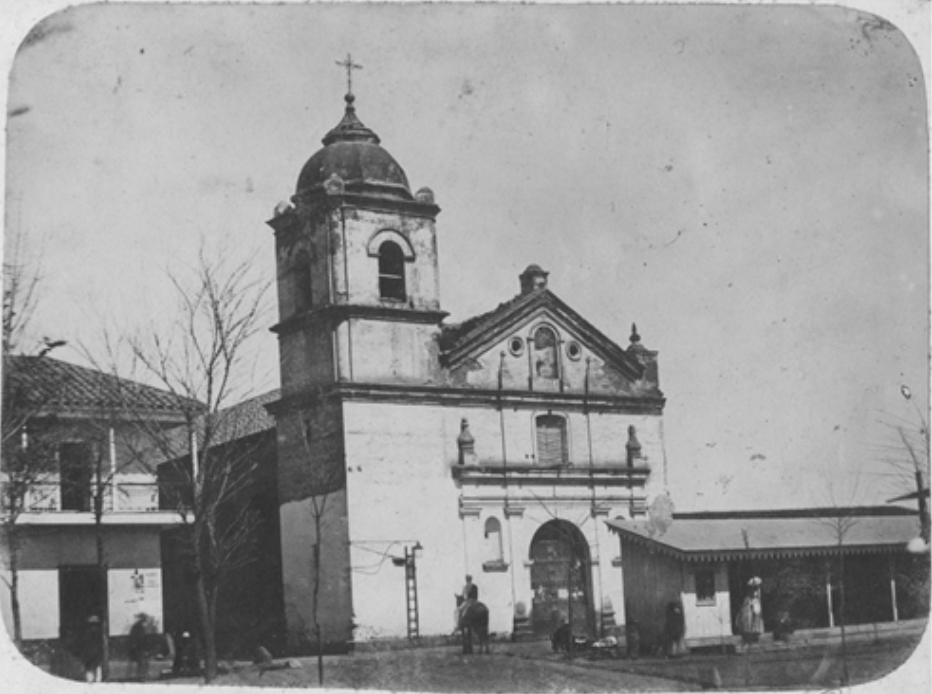
Iglesia de San Diego en 1859. En el extremo inferior derecho se observa la estación del tranvía.

La línea originalmente constaba de 2,5 km de doble vía de trocha de 1676 mm a lo largo de la Cañada (actual Alameda), iniciando en el costado este de la misma Estación de Ferrocarriles y continuando de manera paralela por las calzadas norte y sur hasta aproximadamente la altura de la calle Padura (actual calle Almirante Latorre), en donde la vía de la calzada norte se incorporaba al sur, corriendo una al lado de la otra hasta la iglesia de San Diego (actual calle Arturo Prat). En este último lugar existía una pequeña estación que servía como terminal.
Al construirse la extensión hacia el Mercado Central, la vía circulaba en dirección norte por la calle Estado, pasando por la Plaza de Armas y alcanzando la ribera sur del río Mapocho, para retornar por la calle Ahumada en dirección sur hasta la iglesia de San Diego.

## Infraestructura y material rodante
Los primeros 10 carros del Ramal de la Cañada fueron construidos por Eaton, Gilbert & Co. en Troy (Nueva York), correspondientes a 5 carros de primera clase y 5 de segunda clase. Al año siguiente fueron encargados 5 nuevos carros y en 1859 otros 5, alcanzando una flota de 20 vagones en 1860. Hacia 1864 la línea contaba con 21 carros. En 1860 se había encargado la construcción de una pequeña locomotora, denominada «Mapocho», destinada a transportar carga por el Ramal de la Cañada.